# August Broger
August «Gust» Broger (* 1953) ist ein ehemaliger Schweizer Skilangläufer.

## Karriere
Er gewann 1975 als Aussenseiter den Engadiner Skimarathon in der damaligen Rekordzeit von einer Stunde und 42 Minuten. Bei Schweizer Meisterschaften wurde er im Jahr 1974 Dritter mit der Staffel vom SC Herisau und im Jahr 1982 Zweiter mit der Staffel vom SC Davos.
Broger galt als polyvalenter Sportler und war in weiten Kreisen bekannt. Nach seiner aktiven Sportzeit arbeitete er während Jahren in der Skibranche  bei Toko und Kästle sowie beim Schweizerischen Skiverband als Wachs- und Materialexperte im Langlaufsport.

## Privat
Aufgewachsen ist Broger in Gonten, als zweitältestes von acht Geschwistern. Heute wohnt er in Appenzell und arbeitete seit 1990 bei der Säntis-Schwebebahn. Bis 2017 war er als Mitglied der Geschäftsleitung verantwortlich für das touristische Angebot.